# Anamarija Brajdić
Anamarija Brajdic (ur. 3 lutego 1987 r. w Rijece) – chorwacka biathlonistka. Jej największym sukcesem jest 7. miejsce w sztafecie w czasie Mistrzostw Świata Juniorów w 2005 roku.

## Osiągnięcia

### Mistrzostwa Świata
| Rok  | Miejsce    | IN | SP | PU | MS | RL |
| 2005 | Hochfilzen | 92 | 94 |    |    |    |

### Mistrzostwa Świata Juniorów
| Rok  | Miejsce         | IN | SP | PU | MS | RL |
| 2004 | Haute Maurienne | 54 | 60 |    |    | 11 |
| 2005 | Kontiolahti     | 48 | 28 | 40 |    | 7  |
| 2006 | Presque Isle    | 11 | 28 | 32 |    | 9  |

IN – bieg indywidualny, SP – sprint, PU – bieg pościgowy, MS – bieg ze startu wspólnego, RL – sztafeta